# Olympische Sommerspiele 2020/Teilnehmer (Ukraine)
| Gelbes Symbol für Goldmedaillen mit stilisierten Olympischen Ringen | Graues Symbol für Silbermedaillen mit stilisierten Olympischen Ringen | Braundes Symbol für Bronzemedaillen mit stilisierten Olympischen Ringen |
| ------------------------------------------------------------------- | --------------------------------------------------------------------- | ----------------------------------------------------------------------- |
| 1                                                                   | 6                                                                     | 12                                                                      |

Logo des NOC der Ukraine

Die Ukraine nahm an den Olympischen Spielen 2020 in Tokio teil. Es war die insgesamt siebte Teilnahme an Olympischen Sommerspielen. Die nominelle Zusammensetzung der ukrainischen Olympiamannschaft wurde am 7. Juli 2021 vom Exekutivkomitee des Nationalen Olympischen Komitees der Ukraine genehmigt. Die Olympiamannschaft war die mit 157 Athleten bis dahin kleinste Delegation der Ukraine bei Olympischen Sommerspielen. Fahnenträger des ukrainischen Olympiateams bei der Eröffnungsfeier waren die Sportschützin Olena Kostewytsch und der Fechter Bohdan Nikischyn. Bei der Abschlussfeier trug die Kanutin und Silbermedaillengewinnerin Ljudmyla Lusan der Mannschaft die Fahne voraus.

## Bilanz

### Medaillenspiegel
| Rang   | Sportart          | Gold | Silber | Bronze | Gesamt |
| ------ | ----------------- | ---- | ------ | ------ | ------ |
| 1      | Ringen            | 1    | 1      | 2      | 4      |
| 2      | Schwimmen         | –    | 1      | 1      | 2      |
| 2      | Karate            | –    | 1      | 1      | 2      |
| 2      | Kanusport         | –    | 1      | 1      | 2      |
| 5      | Boxen             | –    | 1      | –      | 1      |
| 5      | Radsport          | –    | 1      | –      | 1      |
| 7      | Synchronschwimmen | –    | –      | 2      | 2      |
| 8      | Judo              | –    | –      | 1      | 1      |
| 8      | Fechten           | –    | –      | 1      | 1      |
| 8      | Schießen          | –    | –      | 1      | 1      |
| 8      | Tennis            | –    | –      | 1      | 1      |
| 8      | Hochsprung        | –    | –      | 1      | 1      |
| Gesamt | Gesamt            | 1    | 6      | 12     | 19     |

### Medaillengewinner

#### Gold

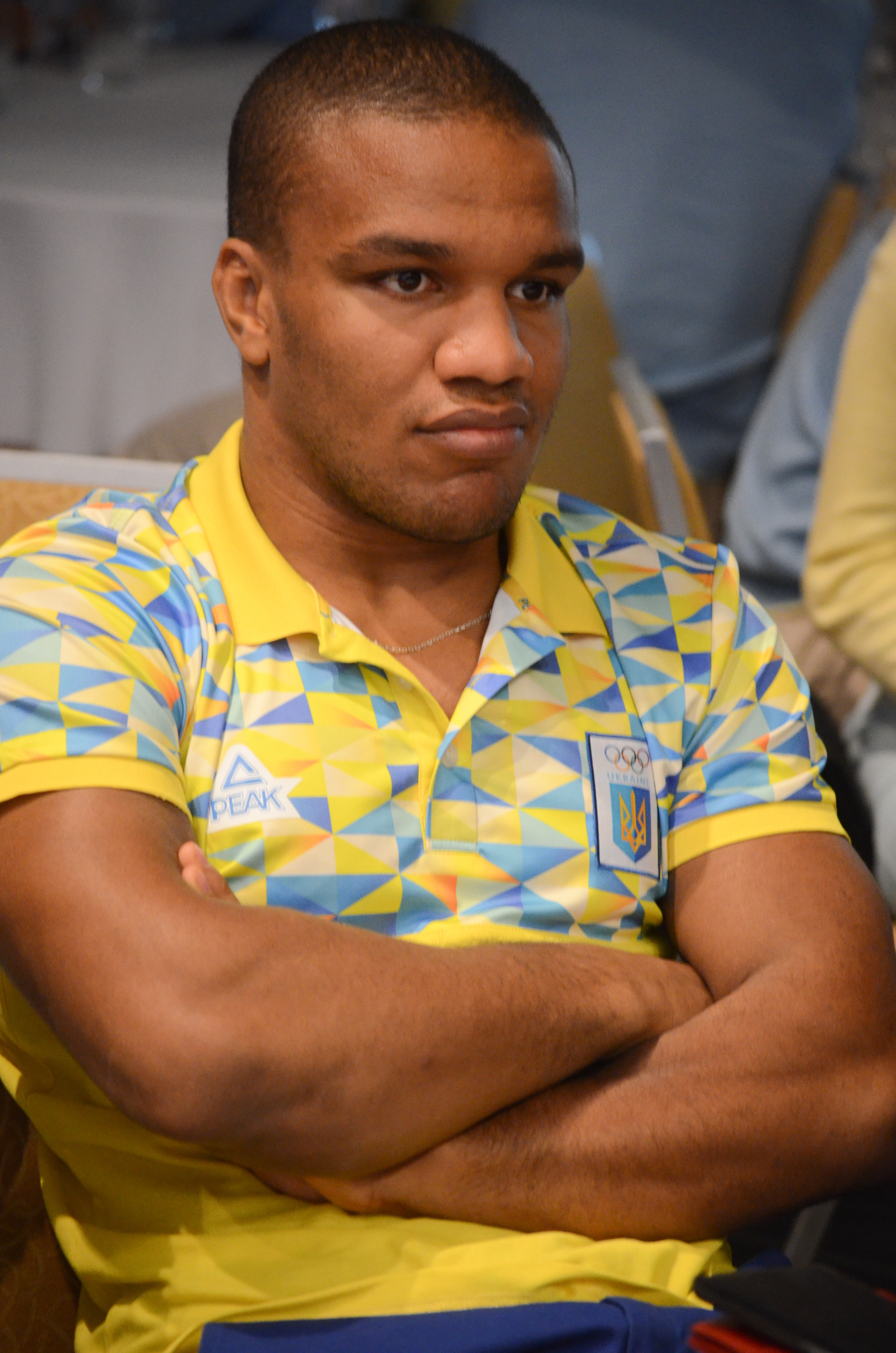
Goldmedaillengewinner Schan Belenjuk

| Name           | Sportart | Wettkampf                            |
| -------------- | -------- | ------------------------------------ |
| Schan Belenjuk | Ringen   | Gr.-röm. Stil Mittelgewicht (Männer) |

#### Silber

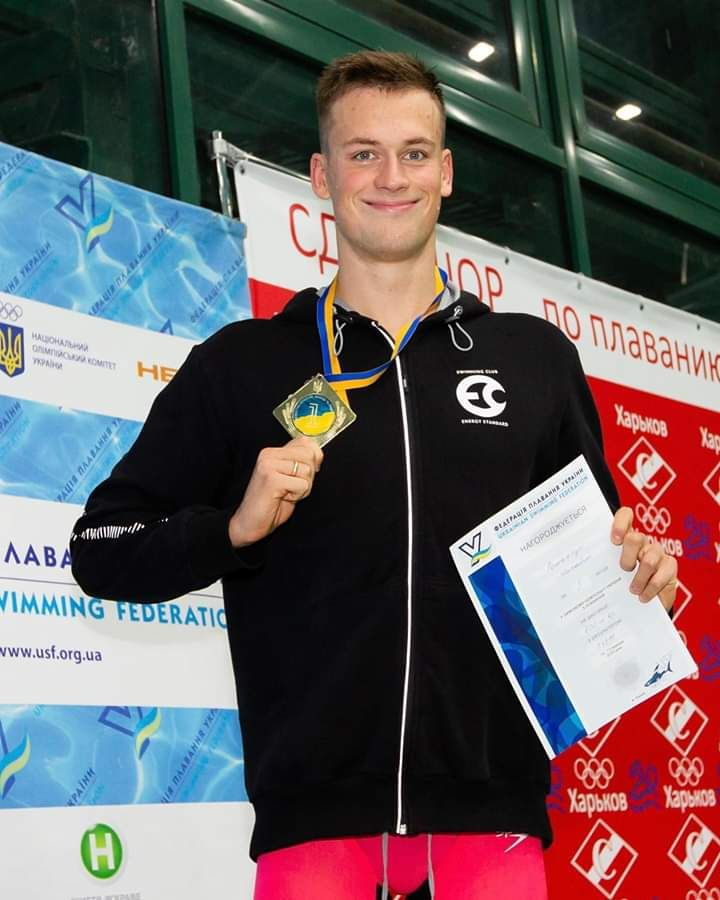
Silber- und Bronzemedaillengewinner Mychajlo Romantschuk

| Name                       | Sportart  | Wettkampf                            |
| -------------------------- | --------- | ------------------------------------ |
| Mychajlo Romantschuk       | Schwimmen | 1500 m Freistil (Männer)             |
| Parwis Nassibow            | Ringen    | Gr.-röm. Stil Leichtgewicht (Männer) |
| Anschelika Terljuha        | Karate    | Kumite bis 55 kg (Frauen)            |
| Oleksandr Chyschnjak       | Boxen     | Mittelgewicht bis 75 kg (Männer)     |
| Ljudmyla Lusan             | Kanu      | C-2 500 m Frauen                     |
| Anastassija Tschetwerikowa | Kanu      | C-2 500 m Frauen                     |
| Olena Starykowa            | Bahnrad   | Sprint Bahn (Frauen)                 |

#### Bronze
| Name                              | Sportart          | Wettkampf                                            |
| --------------------------------- | ----------------- | ---------------------------------------------------- |
| Anastassija Sawtschuk             | Synchronschwimmen | Synchronschwimmen (Duett) Synchronschwimmen – Gruppe |
| Marta Fjedina                     | Synchronschwimmen | Synchronschwimmen (Duett) Synchronschwimmen – Gruppe |
| Darja Bilodid                     | Judo              | Superleichtgewicht (Frauen)                          |
| Ihor Rejslin                      | Fechten           | Degen (Männer)                                       |
| Olena Kostewytsch Oleh Omeltschuk | Schießen          | 10 m Luftpistole (Mixed)                             |
| Mychajlo Romantschuk              | Schwimmen         | 800 m Freistil (Männer)                              |
| Elina Switolina                   | Tennis            | Dameneinzel                                          |
| Alla Tscherkassowa                | Ringen            | Freistil Halbschwergewicht                           |
| Iryna Koljadenko                  | Ringen            | Freistil Mittelgewicht                               |
| Ljudmyla Lusan                    | Kanu              | C-1 200 m Frauen                                     |
| Stanislaw Horuna                  | Karate            | Kumite bis 75 kg                                     |
| Jaroslawa Mahutschich             | Leichtathletik    | Hochsprung (Frauen)                                  |
| Maryna Aleksijiwa                 | Synchronschwimmen | Synchronschwimmen – Gruppe                           |
| Wladyslawa Aleksijiwa             | Synchronschwimmen | Synchronschwimmen – Gruppe                           |
| Jelysaweta Jachno                 | Synchronschwimmen | Synchronschwimmen – Gruppe                           |
| Kateryna Resnik                   | Synchronschwimmen | Synchronschwimmen – Gruppe                           |
| Alina Schynkarenko                | Synchronschwimmen | Synchronschwimmen – Gruppe                           |
| Ksenija Sydorenko                 | Synchronschwimmen | Synchronschwimmen – Gruppe                           |

## Teilnehmer nach Sportarten

### Badminton
| Athleten           | Wettbewerb | Gruppenphase | Gruppenphase       | Gruppenphase | Gruppenphase | Achtelfinale  | Achtelfinale  | Viertelfinale | Viertelfinale | Halbfinale    | Halbfinale    | Finale        | Finale        | Rang          |
| Athleten           | Wettbewerb | Gegner       | Ergebnis           | Punkte       | Rang         | Gegner        | Ergebnis      | Gegner        | Ergebnis      | Gegner        | Ergebnis      | Gegner        | Ergebnis      | Rang          |
| ------------------ | ---------- | ------------ | ------------------ | ------------ | ------------ | ------------- | ------------- | ------------- | ------------- | ------------- | ------------- | ------------- | ------------- | ------------- |
| Frauen             |            |              |                    |              |              |               |               |               |               |               |               |               |               |               |
| Marija Ulitina     | Einzel     | B. Zhang     | 0:2 (12:21, 7:21)  | 62:76        | 2            | ausgeschieden | ausgeschieden | ausgeschieden | ausgeschieden | ausgeschieden | ausgeschieden | ausgeschieden | ausgeschieden | ausgeschieden |
| Marija Ulitina     | Einzel     | F. Silva     | 2:0 (21:14, 22:20) | 62:76        | 2            | ausgeschieden | ausgeschieden | ausgeschieden | ausgeschieden | ausgeschieden | ausgeschieden | ausgeschieden | ausgeschieden | ausgeschieden |
| Männer             |            |              |                    |              |              |               |               |               |               |               |               |               |               |               |
| Artem Potschtarjow | Einzel     | Lee Z. J.    | 0:2 (5:21, 11:21)  | 34:84        | 3            | ausgeschieden | ausgeschieden | ausgeschieden | ausgeschieden | ausgeschieden | ausgeschieden | ausgeschieden | ausgeschieden | ausgeschieden |
| Artem Potschtarjow | Einzel     | B. Leverdez  | 0:2 (10:21, 8:21)  | 34:84        | 3            | ausgeschieden | ausgeschieden | ausgeschieden | ausgeschieden | ausgeschieden | ausgeschieden | ausgeschieden | ausgeschieden | ausgeschieden |

### Bogenschießen
| Athleten                                                      | Wettbewerb | Qualifikation | Qualifikation | 1. Runde            | 1. Runde | 2. Runde      | 2. Runde      | Achtelfinale  | Achtelfinale  | Viertelfinale | Viertelfinale | Halbfinale    | Halbfinale    | Finale        | Finale        | Rang          |
| Athleten                                                      | Wettbewerb | Ringe         | Rang          | Gegner              | Ergebnis | Gegner        | Ergebnis      | Gegner        | Ergebnis      | Gegner        | Ergebnis      | Gegner        | Ergebnis      | Gegner        | Ergebnis      | Rang          |
| ------------------------------------------------------------- | ---------- | ------------- | ------------- | ------------------- | -------- | ------------- | ------------- | ------------- | ------------- | ------------- | ------------- | ------------- | ------------- | ------------- | ------------- | ------------- |
| Frauen                                                        |            |               |               |                     |          |               |               |               |               |               |               |               |               |               |               |               |
| Weronika Martschenko                                          | Einzel     | 635           | 35            | Lei C.-y.           | 6:4      | Kang C.-y.    | 1:7           | ausgeschieden | ausgeschieden | ausgeschieden | ausgeschieden | ausgeschieden | ausgeschieden | ausgeschieden | ausgeschieden | ausgeschieden |
| Anastassija Pawlowa                                           | Einzel     | 631           | 41            | J. Mucino-Fernandez | 4:6      | ausgeschieden | ausgeschieden | ausgeschieden | ausgeschieden | ausgeschieden | ausgeschieden | ausgeschieden | ausgeschieden | ausgeschieden | ausgeschieden | ausgeschieden |
| Lidija Sitschenikowa                                          | Einzel     | 623           | 54            | M. Kroppen          | 0:6      | ausgeschieden | ausgeschieden | ausgeschieden | ausgeschieden | ausgeschieden | ausgeschieden | ausgeschieden | ausgeschieden | ausgeschieden | ausgeschieden | ausgeschieden |
| Weronika Martschenko Anastassija Pawlowa Lidija Sitschenikowa | Mannschaft | 1889          | 11            | —                   | —        | —             | —             | ROC           | 2:6           | ausgeschieden | ausgeschieden | ausgeschieden | ausgeschieden | ausgeschieden | ausgeschieden | ausgeschieden |
| Männer                                                        |            |               |               |                     |          |               |               |               |               |               |               |               |               |               |               |               |
| Oleksij Hunbin                                                | Einzel     | 656           | 28            | T. Rai              | 4:6      | ausgeschieden | ausgeschieden | ausgeschieden | ausgeschieden | ausgeschieden | ausgeschieden | ausgeschieden | ausgeschieden | ausgeschieden | ausgeschieden | ausgeschieden |
| Mixed                                                         |            |               |               |                     |          |               |               |               |               |               |               |               |               |               |               |               |
| Weronika Martschenko Oleksij Hunbin                           | Mannschaft | 1291          | 18            | —                   | —        | —             | —             | ausgeschieden | ausgeschieden | ausgeschieden | ausgeschieden | ausgeschieden | ausgeschieden | ausgeschieden | ausgeschieden | ausgeschieden |

### Boxen
| Athleten             | Wettbewerb                  | 1. Runde     | 1. Runde | Achtelfinale  | Achtelfinale  | Viertelfinale | Viertelfinale | Halbfinale    | Halbfinale    | Finale        | Finale        | Rang   |
| Athleten             | Wettbewerb                  | Gegner       | Ergebnis | Gegner        | Ergebnis      | Gegner        | Ergebnis      | Gegner        | Ergebnis      | Gegner        | Ergebnis      | Rang   |
| -------------------- | --------------------------- | ------------ | -------- | ------------- | ------------- | ------------- | ------------- | ------------- | ------------- | ------------- | ------------- | ------ |
| Frauen               |                             |              |          |               |               |               |               |               |               |               |               |        |
| Anna Lyssenko        | Weltergewicht bis 69 kg     | Freilos      | Freilos  | O. Bel Ahbib  | 5:0           | B. Sürmeneli  | 0:5           | ausgeschieden | ausgeschieden | ausgeschieden | ausgeschieden | 5      |
| Männer               |                             |              |          |               |               |               |               |               |               |               |               |        |
| Mykola Buzenko       | Federgewicht bis 57 kg      | J. Caicedo   | 2:3      | ausgeschieden | ausgeschieden | ausgeschieden | ausgeschieden | ausgeschieden | ausgeschieden | ausgeschieden | ausgeschieden | 17     |
| Jaroslaw Charzys     | Leichtgewicht bis 63 kg     | C. Çələbiyev | 0:5      | ausgeschieden | ausgeschieden | ausgeschieden | ausgeschieden | ausgeschieden | ausgeschieden | ausgeschieden | ausgeschieden | 17     |
| Oleksandr Chyschnjak | Mittelgewicht bis 75 kg     | Freilos      | Freilos  | Y. Moriwaki   | 5:0           | E. Cedeño     | 4:1           | E. Marcial    | 3:2           | H. Conceição  | KO            | Silber |
| Zotne Rohawa         | Superschwergewicht ab 91 kg | Freilos      | Freilos  | F. Clarke     | 1:4           | ausgeschieden | ausgeschieden | ausgeschieden | ausgeschieden | ausgeschieden | ausgeschieden | 9      |

### Fechten
| Frauen                                                        |                  |         |         |                  |       |               |               |               |               |               |               |               |               |               |               |               |
| Olena Krywyzka                                                | Degen Einzel     | Freilos | Freilos | R. Knapik-Miazga | 8:15  | ausgeschieden | ausgeschieden | ausgeschieden | ausgeschieden | ausgeschieden | ausgeschieden | ausgeschieden | ausgeschieden | ausgeschieden | ausgeschieden | ausgeschieden |
| Olha Charlan                                                  | Säbel Einzel     | Freilos | Freilos | Yang H.          | 12:15 | ausgeschieden | ausgeschieden | ausgeschieden | ausgeschieden | ausgeschieden | ausgeschieden | ausgeschieden | ausgeschieden | ausgeschieden | ausgeschieden | ausgeschieden |
| Männer                                                        |                  |         |         |                  |       |               |               |               |               |               |               |               |               |               |               |               |
| Ihor Rejslin                                                  | Degen Einzel     | Freilos | Freilos | B. Steffen       | 15:11 | M. Heinzer    | 15:12         | M. El-Saeed   | 15:13         | R. Cannone    | 10:15         | A. Santarelli | 15:12         | Bronze        |               |               |
| Bohdan Nikischyn                                              | Degen Einzel     | Freilos | Freilos | Lan M.           | 12:13 | ausgeschieden | ausgeschieden | ausgeschieden | ausgeschieden | ausgeschieden | ausgeschieden | ausgeschieden | ausgeschieden | ausgeschieden |               |               |
| Roman Switschkar                                              | Degen Einzel     | Freilos | Freilos | M. Heinzer       | 11:15 | ausgeschieden | ausgeschieden | ausgeschieden | ausgeschieden | ausgeschieden | ausgeschieden | ausgeschieden | ausgeschieden | ausgeschieden |               |               |
| Ihor Rejslin Bohdan Nikischyn Roman Switschkar Anatolij Herej | Degen Mannschaft | —       | —       | —                | —     | Freilos       | Freilos       | China         | 35:45         | Italien       | 45:39         | Frankreich    | 39:45         | 6             |               |               |

### Gewichtheben
| Athleten       | Wettbewerb                  | Reißen  | Reißen | Stoßen                | Stoßen                | Zweikampf | Zweikampf | Rang |
| Athleten       | Wettbewerb                  | Gewicht | Rang   | Gewicht               | Rang                  | Gewicht   | Rang      | Rang |
| -------------- | --------------------------- | ------- | ------ | --------------------- | --------------------- | --------- | --------- | ---- |
| Frauen         |                             |         |        |                       |                       |           |           |      |
| Kamila Konotop | Federgewicht bis 55 kg      | 94 kg   | 4      | 112 kg                | 7                     | 206 kg    | 5         | 5    |
| Iryna Decha    | Halbschwergewicht bis 76 kg | 113 kg  | 2      | ohne gültigen Versuch | ohne gültigen Versuch | —         | —         | —    |

### Judo
| Athleten              | Wettbewerb  | 1. Runde   | 1. Runde | 2. Runde      | 2. Runde | Achtelfinale   | Achtelfinale | Viertelfinale | Viertelfinale | Halbfinale / Trostrunde | Halbfinale / Trostrunde | Finale / Platz 3 | Finale / Platz 3 | Rang   |
| Athleten              | Wettbewerb  | Gegner     | Ergebnis | Gegner        | Ergebnis | Gegner         | Ergebnis     | Gegner        | Ergebnis      | Gegner                  | Ergebnis                | Gegner           | Ergebnis         | Rang   |
| --------------------- | ----------- | ---------- | -------- | ------------- | -------- | -------------- | ------------ | ------------- | ------------- | ----------------------- | ----------------------- | ---------------- | ---------------- | ------ |
| Frauen                |             |            |          |               |          |                |              |               |               |                         |                         |                  |                  |        |
| Darja Bilodid         | bis 48 kg   | Freilos    | Freilos  | —             | —        | M. Nikolić     | 1s2:0        | C. Costa      | 10s1:0s1      | F. Tonaki               | 0s1:10s2                | S. Rishony       | 10s1:0s1         | Bronze |
| Anastassija Turtschyn | bis 78 kg   | V. Chalá   | 10s1:0s1 | —             | —        | G. Steenhuis   | 0s1:1        | ausgeschieden | ausgeschieden | ausgeschieden           | ausgeschieden           | ausgeschieden    | ausgeschieden    | 9      |
| Jelysaweta Kalanina   | über 78 kg  | S. Asselah | 10:0s2   | —             | —        | K. Sayit       | 0:10         | ausgeschieden | ausgeschieden | ausgeschieden           | ausgeschieden           | ausgeschieden    | ausgeschieden    | 9      |
| Männer                |             |            |          |               |          |                |              |               |               |                         |                         |                  |                  |        |
| Artem Lessjuk         | bis 60 kg   | J. Ramos   | 10:0s1   | —             | —        | S. Lutfullayev | 1s2:0s2      | L. Mkheidze   | 0:10          | T. Tsjakadoea           | 0:10                    | ausgeschieden    | ausgeschieden    | 7      |
| Heorhij Santaraja     | bis 66 kg   | A. Gaitero | 10s2:0s3 | —             | —        | A. Gomboc      | 0s2:1s2      | ausgeschieden | ausgeschieden | ausgeschieden           | ausgeschieden           | ausgeschieden    | ausgeschieden    | 9      |
| Kedschau Njabali      | bis 90 kg   | Freilos    | Freilos  | R. Florentino | 1s2:0    | D. Bobonov     | 0H:10        | ausgeschieden | ausgeschieden | ausgeschieden           | ausgeschieden           | ausgeschieden    | ausgeschieden    | 9      |
| Jakiw Chammo          | über 100 kg | Freilos    | Freilos  | —             | —        | V. Simionescu  | 1:0          | H. Harasawa   | 0s1:10s1      | B. Oltiboyev            | 1s2:0s1                 | T. Baschajew     | 0:10             | 5      |

### Kanu

#### Kanurennsport
| Athleten                                                                          | Wettbewerb | Vorlauf      | Vorlauf | Viertelfinale | Viertelfinale | Halbfinale    | Halbfinale    | Finale A/B    | Finale A/B    | Rang          |
| Athleten                                                                          | Wettbewerb | Zeit         | Rang    | Zeit          | Rang          | Zeit          | Rang          | Zeit          | Rang          | Rang          |
| --------------------------------------------------------------------------------- | ---------- | ------------ | ------- | ------------- | ------------- | ------------- | ------------- | ------------- | ------------- | ------------- |
| Frauen                                                                            |            |              |         |               |               |               |               |               |               |               |
| Marija Kitschassowa-Skoryk                                                        | K-1 200 m  | 44,564 s     | 4       | 44,247 s      | 6             | ausgeschieden | ausgeschieden | ausgeschieden | ausgeschieden | ausgeschieden |
| Julija Jurijtschuk                                                                | K-1 200 m  | 43,760 s     | 5       | 43,871 s      | 5             | ausgeschieden | ausgeschieden | ausgeschieden | ausgeschieden | ausgeschieden |
| Julija Jurijtschuk                                                                | K-1 500 m  | 1:57,532 min | 5       | 1:58,657 min  | 3             | 2:03,303 min  | 8             | ausgeschieden | ausgeschieden | ausgeschieden |
| Marija Powch                                                                      | K-1 500 m  | 1:50,489 min | 4       | 1:50,769 min  | 2             | 1:53,659 min  | 4             | 1:56,429 min  | 7             | 15            |
| Ljudmyla Kuklinowska Anastassija Todorowa                                         | K-2 500 m  | 1:50,733 min | 4       | 1:53,184 min  | 6             | ausgeschieden | ausgeschieden | ausgeschieden | ausgeschieden | ausgeschieden |
| Marija Kitschassowa-Skoryk Ljudmyla Kuklinowska Marija Powch Anastassija Todorowa | K-4 500 m  | 1:39,224 min | 6       | 1:36,948 min  | 3             | 1:38,489 min  | 5             | 1:39,276 min  | 2             | 10            |
| Ljudmyla Lusan                                                                    | C-1 200 m  | 45,571 s     | 1       | —             | —             | 47,339 s      | 1             | 47,034 s      | 3             | Bronze        |
| Anastassija Tschetwerikowa                                                        | C-2 500 m  | 47,472 s     | 4       | 46,509 s      | 3             | ausgeschieden | ausgeschieden | ausgeschieden | ausgeschieden | ausgeschieden |
| Ljudmyla Lusan Anastassija Tschetwerikowa                                         | C-2 500 m  | 2:01,156 min | 1       | —             | —             | 2:02,893 min  | 1             | 1:57,499 min  | 2             | Silber        |
| Männer                                                                            |            |              |         |               |               |               |               |               |               |               |
| Jurij Wandjuk                                                                     | C-2 1000 m | 4:11,346 min | 4       | 4:08,719 min  | 2             | 4:20,098 min  | 8             | 4:10,910 min  | 8             | 16            |
| Pawlo Altuchow                                                                    | K-1 1000 m | 4:15,508 min | 4       | 4:06,018 min  | 2             | 4:05,857 min  | 5             | 4:04,098 min  | 4             | 12            |
| Pawlo Altuchow Dmytro Jantschuk                                                   | K-2 1000 m | 4:06,089 min | 6       | 3:49,356 min  | 2             | 3:28,775 min  | 6             | 3:33,330 min  | 5             | 13            |

#### Kanuslalom
| Athleten     | Wettbewerb | Vorlauf  | Vorlauf | Halbfinale | Halbfinale | Finale   | Finale | Rang |
| Athleten     | Wettbewerb | Zeit     | Rang    | Zeit       | Rang       | Zeit     | Rang   | Rang |
| ------------ | ---------- | -------- | ------- | ---------- | ---------- | -------- | ------ | ---- |
| Frauen       |            |          |         |            |            |          |        |      |
| Wiktorija Us | K-1        | 113,99 s | 17      | 109,53 s   | 9          | 111,85 s | 8      | 8    |
| Wiktorija Us | C-1        | 119,05 s | 15      | 122,12 s   | 9          | 122,12 s | 7      | 7    |

### Karate

#### Kumite
| Athleten            | Wettbewerb       | Gruppenphase | Gruppenphase | Halbfinale    | Halbfinale    | Finale        | Finale        | Rang   |
| Athleten            | Wettbewerb       | Punkte       | Rang         | Gegner        | Ergebnis      | Gegner        | Ergebnis      | Rang   |
| ------------------- | ---------------- | ------------ | ------------ | ------------- | ------------- | ------------- | ------------- | ------ |
| Frauen              |                  |              |              |               |               |               |               |        |
| Anschelika Terljuha | Kumite bis 55 kg | 6            | 1            | T.-y. Wen     | 4:4           | I. Goranowa   | 1:5           | Silber |
| Anita Serjohina     | Kumite bis 61 kg | 3            | 3            | ausgeschieden | ausgeschieden | ausgeschieden | ausgeschieden | 5      |
| Männer              |                  |              |              |               |               |               |               |        |
| Stanislaw Horuna    | Kumite bis 75 kg | 5            | 2            | L. Busà       | 0:3           | ausgeschieden | ausgeschieden | Bronze |

### Leichtathletik
Laufen und Gehen
| Athleten                                                               | Wettbewerb           | Runde 1     | Runde 1 | Halbfinale    | Halbfinale    | Finale        | Finale        | Rang          |
| Athleten                                                               | Wettbewerb           | Zeit        | Rang    | Zeit          | Rang          | Zeit          | Rang          | Rang          |
| ---------------------------------------------------------------------- | -------------------- | ----------- | ------- | ------------- | ------------- | ------------- | ------------- | ------------- |
| Frauen                                                                 |                      |             |         |               |               |               |               |               |
| Tetjana Melnyk                                                         | 400 m                | 54,99 s     | 8       | ausgeschieden | ausgeschieden | ausgeschieden | ausgeschieden | ausgeschieden |
| Hanna Ryschykowa                                                       | 400 m Hürden         | 54,56 s     | 1       | 54,23 s       | 3             | 53,48 s       | 5             | 5             |
| Wiktorija Tkatschuk                                                    | 400 m Hürden         | 54,80 s     | 1       | 54,25 s       | 3             | 53,79 s       | 6             | 6             |
| Marija Mykolenko                                                       | 400 m Hürden         | 57,86 s     | 6       | ausgeschieden | ausgeschieden | ausgeschieden | ausgeschieden | ausgeschieden |
| Natalija Strebkowa                                                     | 3000 m Hindernislauf | 9:49,15 min | 11      | —             | —             | ausgeschieden | ausgeschieden | ausgeschieden |
| Wiktorija Kaljuschna                                                   | Marathon             | —           | —       | —             | —             | DNF           | DNF           | DNF           |
| Darja Mychajlowa                                                       | Marathon             | —           | —       | —             | —             | DNF           | DNF           | DNF           |
| Jewhenija Prokofjewa                                                   | Marathon             | —           | —       | —             | —             | 2:36:47 h     | 42            | 42            |
| Ljudmyla Oljanowska                                                    | 20 km Gehen          | —           | —       | —             | —             | 1:40:20 h     | 43            | 43            |
| Marija Sacharuk                                                        | 20 km Gehen          | —           | —       | —             | —             | 1:34:04 h     | 19            | 19            |
| Hanna Schewtschuk                                                      | 20 km Gehen          | —           | —       | —             | —             | 1:36:27 h     | 27            | 27            |
| Kateryna Klymjuk Alina Lohwynenko Wiktorija Tkatschuk Hanna Ryschykowa | 4 × 400-m-Staffel    | 3:24,50 min | 6       | —             | —             | ausgeschieden | ausgeschieden | ausgeschieden |
| Männer                                                                 |                      |             |         |               |               |               |               |               |
| Serhij Smelyk                                                          | 200 m                | 20,53 s     | 4       | ausgeschieden | ausgeschieden | ausgeschieden | ausgeschieden | ausgeschieden |
| Oleksandr Sitkowskyj                                                   | Marathon             | —           | —       | —             | —             | DNF           | DNF           | DNF           |
| Bohdan-Iwan Horodyskyj                                                 | Marathon             | —           | —       | —             | —             | DNF           | DNF           | DNF           |
| Mykola Nyschnyk                                                        | Marathon             | —           | —       | —             | —             | DNF           | DNF           | DNF           |
| Eduard Sabuschenko                                                     | 20 km Gehen          | —           | —       | —             | —             | 1:39:38 h     | 52            | 52            |
| Iwan Lossew                                                            | 20 km Gehen          | —           | —       | —             | —             | 1:33:26 h     | 49            | 49            |
| Iwan Banseruk                                                          | 50 km Gehen          | —           | —       | —             | —             | DNF           | DNF           | DNF           |
| Marjan Sakalnyzkyj                                                     | 50 km Gehen          | —           | —       | —             | —             | 4:02:53 h     | 25            | 25            |
| Walerij Litanjuk                                                       | 50 km Gehen          | —           | —       | —             | —             | 4:14:05 h     | 39            | 39            |
| Mixed                                                                  |                      |             |         |               |               |               |               |               |
| Mykyta Barabanow Oleksandr Pohorilko Kateryna Klymjuk Alina Lohwynenko | 4 × 400-m-Staffel    | 3:14,2 min  | 6       | —             | —             | ausgeschieden | ausgeschieden | ausgeschieden |

Springen und Werfen
| Athleten                | Wettbewerb     | Qualifikation | Qualifikation | Finale        | Finale        | Rang   |
| Athleten                | Wettbewerb     | Weite/Höhe    | Rang          | Weite/Höhe    | Rang          | Rang   |
| ----------------------- | -------------- | ------------- | ------------- | ------------- | ------------- | ------ |
| Frauen                  |                |               |               |               |               |        |
| Jaroslawa Mahutschich   | Hochsprung     | 1,95 m        | 3             | 2,00 m        | 3             | Bronze |
| Julija Lewtschenko      | Hochsprung     | 1,95 m        | 11            | 1,96 m        | 8             | 8      |
| Iryna Heraschtschenko   | Hochsprung     | 1,95 m        | 11            | 1,98 m        | 4             | 4      |
| Maryna Kylypko          | Stabhochsprung | 4,55 m        | 15            | 4,50 m        | 5             | 5      |
| Jana Hladijtschuk       | Stabhochsprung | 4,40 m        | 21            | ausgeschieden | ausgeschieden | 21     |
| Maryna Bech-Romantschuk | Weitsprung     | 6,71 m        | 10            | 6,88 m        | 5             | 5      |
| Olha Saladucha          | Dreisprung     | 13,91 m       | 20            | ausgeschieden | ausgeschieden | 20     |
| Olha Holodna            | Kugelstoßen    | 17,15 m       | 25            | ausgeschieden | ausgeschieden | 25     |
| Natalija Semenowa       | Diskuswurf     | 54,28 m       | 31            | ausgeschieden | ausgeschieden | 31     |
| Iryna Klymez            | Hammerwurf     | 68,29 m       | 21            | ausgeschieden | ausgeschieden | 21     |
| Iryna Nowoschylowa      | Hammerwurf     | 59,85 m       | 30            | ausgeschieden | ausgeschieden | 30     |
| Männer                  |                |               |               |               |               |        |
| Andrij Prozenko         | Hochsprung     | 2,25 m        | 14            | ausgeschieden | ausgeschieden | 14     |
| Wladyslaw Masur         | Weitsprung     | 7,60 m        | 27            | ausgeschieden | ausgeschieden | 27     |
| Ihor Mussijenko         | Kugelstoßen    | 19,56 m       | 30            | ausgeschieden | ausgeschieden | 30     |
| Mykyta Nesterenko       | Diskuswurf     | 60,95 m       | 20            | ausgeschieden | ausgeschieden | 20     |
| Mychajlo Kochan         | Hammerwurf     | 78,36 m       | 5             | 80,39 m       | 4             | 4      |
| Hlib Piskunow           | Hammerwurf     | 73,84 m       | 20            | ausgeschieden | ausgeschieden | 20     |

### Moderner Fünfkampf
| Athleten              | Fechten | Fechten | Schwimmen   | Schwimmen | Reiten  | Reiten | Combined     | Combined | Punkte | Rang |
| Athleten              | Bilanz  | Punkte  | Zeit        | Punkte    | Zeit    | Punkte | Zeit         | Punkte   | Punkte | Rang |
| --------------------- | ------- | ------- | ----------- | --------- | ------- | ------ | ------------ | -------- | ------ | ---- |
| Männer                |         |         |             |           |         |        |              |          |        |      |
| Pawlo Tymoschtschenko | 22+1    | 233     | 2:06,84 min | 297       | 80,23 s | 293    | 11:36,58 min | 604      | 1427   | 15   |

### Radsport

#### Bahn
| Athleten                       | Wettbewerb | Qualifikation | Qualifikation | Finals            | Finals        | Rang   |
| Athleten                       | Wettbewerb | Zeit          | Rang          | Zeit              | Rang          | Rang   |
| ------------------------------ | ---------- | ------------- | ------------- | ----------------- | ------------- | ------ |
| Frauen                         |            |               |               |                   |               |        |
| Ljubow Bassowa                 | Sprint     | 10,981 s      | 23            | ausgeschieden     | ausgeschieden | 23     |
| Olena Starykowa                | Sprint     | 10,461 s      | 6             | +0,061 s +0,064 s | 2             | Silber |
| Ljubow Bassowa Olena Starykowa | Teamsprint | 33,542 s      | 8             | 33,691 s          | 8             | 8      |

Keirin
| Athleten        | Wettbewerb | 1. Runde | Hoffnungslauf | Viertelfinale | Halbfinale | Finale | Rang |
| Athleten        | Wettbewerb | Rang     | Rang          | Rang          | Rang       | Rang   | Rang |
| --------------- | ---------- | -------- | ------------- | ------------- | ---------- | ------ | ---- |
| Frauen          |            |          |               |               |            |        |      |
| Ljubow Bassowa  | Keirin     | 6        | 2             | 4             | 3          | 6      | 6    |
| Olena Starykowa | Keirin     | 1        | —             | 2             | 1          | 4      | 4    |

#### Straße
| Athleten           | Wettbewerb    | Zeit      | Rang |
| ------------------ | ------------- | --------- | ---- |
| Frauen             |               |           |      |
| Walerija Kononenko | Straßenrennen | DNF       | –    |
| Männer             |               |           |      |
| Anatolij Budjak    | Straßenrennen | 6:16:53 h | 56   |

#### Mountainbike
| Athleten       | Wettbewerb    | Zeit      | Rang |
| -------------- | ------------- | --------- | ---- |
| Frauen         |               |           |      |
| Jana Belomoina | Cross-Country | 1:19:40 h | 8    |

### Reiten

#### Dressurreiten
| Athleten                     | Wettbewerb | Prozent    | Prozent       | Rang |
| Athleten                     | Wettbewerb | Grand Prix | GP Kür        | Rang |
| ---------------------------- | ---------- | ---------- | ------------- | ---- |
| Inna Lohutenkowa mit Fleraro | Einzel     | 66,118 %   | ausgeschieden | 47   |

#### Springreiten
| Athleten                      | Wettbewerb | Strafpunkte      | Strafpunkte   | Strafpunkte   | Rang |
| Athleten                      | Wettbewerb | 1. Qualifikation | Einzelfinale  | Einzelfinale  | Rang |
| Athleten                      | Wettbewerb | 1. Qualifikation | 1. Umlauf     | 2. Umlauf     | Rang |
| ----------------------------- | ---------- | ---------------- | ------------- | ------------- | ---- |
| Oleksandr Prodan mit Casanova | Einzel     | 13,00            | ausgeschieden | ausgeschieden | 58   |

### Ringen

#### Freier Stil
Legende: G = Gewonnen, V = Verloren, S = Schultersieg
| Athleten                | Wettbewerb        | Achtelfinale        | Achtelfinale | Viertelfinale | Viertelfinale | Halbfinale      | Halbfinale    | Hoffnungsrunde Halbfinale | Hoffnungsrunde Halbfinale | Hoffnungsrunde Finale | Hoffnungsrunde Finale | Finale        | Finale        | Rang   |
| Athleten                | Wettbewerb        | Gegner              | Ergebnis     | Gegner        | Ergebnis      | Gegner          | Ergebnis      | Gegner                    | Ergebnis                  | Gegner                | Ergebnis              | Gegner        | Ergebnis      | Rang   |
| ----------------------- | ----------------- | ------------------- | ------------ | ------------- | ------------- | --------------- | ------------- | ------------------------- | ------------------------- | --------------------- | --------------------- | ------------- | ------------- | ------ |
| Frauen                  |                   |                     |              |               |               |                 |               |                           |                           |                       |                       |               |               |        |
| Oksana Liwatsch         | Klasse bis 50 kg  | A. Idris            | G 10:0       | Sun Y.        | V 3:7         | ausgeschieden   | ausgeschieden | Y. Guzmán                 | G 6S:0                    | S. Hildebrandt        | V 1:12                | ausgeschieden | ausgeschieden | 5      |
| Tetjana Kit             | Klasse bis 57 kg  | S. Bousetta         | G 2S:0       | H. Maroulis   | V 0:8         | ausgeschieden   | ausgeschieden | ausgeschieden             | ausgeschieden             | ausgeschieden         | ausgeschieden         | ausgeschieden | ausgeschieden | 8      |
| Iryna Koljadenko        | Klasse bis 62 kg  | A. Adeniyi          | G 2S:4       | Long J.       | G 4S:0        | A. Tynybekowa   | V 0:10        | —                         | —                         | A. Grigorjeva         | G 3:1                 | ausgeschieden | ausgeschieden | Bronze |
| Alla Tscherkassowa      | Klasse bis 68 kg  | A. Wieszczek-Kordus | G 11:0       | A. Schell     | G 6S:0        | T. Mensah-Stock | V 4:10        | —                         | —                         | S. Doshō              | G 2S:0                | ausgeschieden | ausgeschieden | Bronze |
| Alla Belinska           | Klasse bis 76 kg  | Zhou Q.             | V 3:4        | ausgeschieden | ausgeschieden | ausgeschieden   | ausgeschieden | ausgeschieden             | ausgeschieden             | ausgeschieden         | ausgeschieden         | ausgeschieden | ausgeschieden | 12     |
| Männer                  |                   |                     |              |               |               |                 |               |                           |                           |                       |                       |               |               |        |
| Wassyl Mychajlow        | Klasse bis 74 kg  | T. Bayramov         | V 2:4        | ausgeschieden | ausgeschieden | ausgeschieden   | ausgeschieden | ausgeschieden             | ausgeschieden             | ausgeschieden         | ausgeschieden         | ausgeschieden | ausgeschieden | 10     |
| Oleksandr Chozjaniwskyj | Klasse bis 125 kg | A. H. Zare          | V 0:7        | ausgeschieden | ausgeschieden | ausgeschieden   | ausgeschieden | ausgeschieden             | ausgeschieden             | ausgeschieden         | ausgeschieden         | ausgeschieden | ausgeschieden | 15     |

#### Griechisch-römischer Stil
Legende: G = Gewonnen, V = Verloren, S = Schultersieg
| Athleten        | Wettbewerb       | Achtelfinale     | Achtelfinale | Viertelfinale | Viertelfinale | Halbfinale     | Halbfinale | Hoffnungsrunde Halbfinale | Hoffnungsrunde Halbfinale | Hoffnungsrunde Finale | Hoffnungsrunde Finale | Finale        | Finale        | Rang   |
| Athleten        | Wettbewerb       | Gegner           | Ergebnis     | Gegner        | Ergebnis      | Gegner         | Ergebnis   | Gegner                    | Ergebnis                  | Gegner                | Ergebnis              | Gegner        | Ergebnis      | Rang   |
| --------------- | ---------------- | ---------------- | ------------ | ------------- | ------------- | -------------- | ---------- | ------------------------- | ------------------------- | --------------------- | --------------------- | ------------- | ------------- | ------ |
| Männer          |                  |                  |              |               |               |                |            |                           |                           |                       |                       |               |               |        |
| Lenur Temirow   | Klasse bis 60 kg | E. Tasmuradov    | G 5:0        | A. Melikjan   | G 8:4         | K. Fumita      | V 1:5      | —                         | —                         | Walihan S.            | V 1:1                 | ausgeschieden | ausgeschieden | 5      |
| Parwis Nassibow | Klasse bis 67 kg | F. Bjerrehuus    | G 5:1        | A. Surkow     | G 1:1         | M. I. El-Sayed | G 7:6      | —                         | —                         | —                     | —                     | M. Geraei     | V 1:9         | Silber |
| Schan Belenjuk  | Klasse bis 87 kg | S. Datunaschwili | G 3:1        | B. Sid Azara  | G 1:1         | I. Huklek      | G 7:1      | —                         | —                         | —                     | —                     | V. Lőrincz    | G 5:1         | Gold   |

### Rudern
| Athleten                       | Wettbewerb                  | Vorlauf     | Vorlauf | Vorlauf       | Hoffnungslauf | Hoffnungslauf | Hoffnungslauf | Halbfinale  | Halbfinale | Halbfinale    | Finale      | Finale | Rang |
| Athleten                       | Wettbewerb                  | Zeit        | Platz   | Qualifikation | Zeit          | Platz         | Qualifikation | Zeit        | Platz      | Qualifikation | Zeit        | Platz  | Rang |
| ------------------------------ | --------------------------- | ----------- | ------- | ------------- | ------------- | ------------- | ------------- | ----------- | ---------- | ------------- | ----------- | ------ | ---- |
| Männer                         |                             |             |         |               |               |               |               |             |            |               |             |        |      |
| Stanislaw Kowaljow Ihor Chmara | Leichtgewichts-Doppelzweier | 6:36,05 min | 4       | Hoffnungslauf | 6:36,28 min   | 1             | Halbfinale    | 6:14,57 min | 4          | Finale B      | 6:16,92 min | 3      | 9    |

### Schießen
| Athleten                          | Wettbewerb                                     | Qualifikation   | Qualifikation | Halbfinale      | Halbfinale | Finale / Platz 3       | Finale / Platz 3       | Ringe/ Scheiben | Rang   |
| Athleten                          | Wettbewerb                                     | Ringe/ Scheiben | Rang          | Ringe/ Scheiben | Rang       | Ringe/ Scheiben        | Rang                   | Ringe/ Scheiben | Rang   |
| --------------------------------- | ---------------------------------------------- | --------------- | ------------- | --------------- | ---------- | ---------------------- | ---------------------- | --------------- | ------ |
| Frauen                            |                                                |                 |               |                 |            |                        |                        |                 |        |
| Olena Kostewytsch                 | Luftpistole 10 Meter                           | 577             | 7             | —               | —          | 197,6                  | 4                      | 197,6           | 4      |
| Olena Kostewytsch                 | Sportpistole 25 Meter                          | 579             | 23            | —               | —          | ausgeschieden          | ausgeschieden          | 579             | 23     |
| Iryna Malowitschko                | Skeet                                          | 119             | 8             | —               | —          | ausgeschieden          | ausgeschieden          | 119             | 8      |
| Männer                            |                                                |                 |               |                 |            |                        |                        |                 |        |
| Serhij Kulisch                    | Luftgewehr 10 Meter                            | 623,5           | 29            | —               | —          | ausgeschieden          | ausgeschieden          | 623,5           | 29     |
| Oleh Zarkow                       | Luftgewehr 10 Meter                            | 621,0           | 40            | —               | —          | ausgeschieden          | ausgeschieden          | 621,0           | 40     |
| Serhij Kulisch                    | Kleinkalibergewehr Dreistellungskampf 50 Meter | 1178            | 6             | —               | —          | 402,2                  | 8                      | 1580,2          | 8      |
| Oleh Zarkow                       | Kleinkalibergewehr Dreistellungskampf 50 Meter | 1166            | 22            | —               | —          | ausgeschieden          | ausgeschieden          | 1166            | 22     |
| Oleh Omeltschuk                   | Luftpistole 10 Meter                           | 575             | 18            | —               | —          | ausgeschieden          | ausgeschieden          | 575             | 18     |
| Pawlo Korostyljow                 | Luftpistole 10 Meter                           | 581             | 4             | —               | —          | 189,9                  | 4                      | 770,9           | 4      |
| Pawlo Korostyljow                 | Schnellfeuerpistole 25 Meter                   | 580             | 9             | —               | —          | ausgeschieden          | ausgeschieden          | 580             | 9      |
| Mixed                             |                                                |                 |               |                 |            |                        |                        |                 |        |
| Olena Kostewytsch Oleh Omeltschuk | Luftpistole 10 Meter                           | 580             | 4             | 386             | 3          | Arunović / Mikec 16:12 | Arunović / Mikec 16:12 | 966             | Bronze |

### Schwimmen
| Athleten                | Wettbewerb          | Vorlauf      | Vorlauf | Halbfinale    | Halbfinale    | Finale        | Finale        | Rang          |
| Athleten                | Wettbewerb          | Zeit         | Rang    | Zeit          | Rang          | Zeit          | Rang          | Rang          |
| ----------------------- | ------------------- | ------------ | ------- | ------------- | ------------- | ------------- | ------------- | ------------- |
| Frauen                  |                     |              |         |               |               |               |               |               |
| Daryna Sewina           | 100 m Rücken        | 1:01,97 min  | 30      | ausgeschieden | ausgeschieden | ausgeschieden | ausgeschieden | ausgeschieden |
| Daryna Sewina           | 200 m Rücken        | 2:12,30 min  | 19      | ausgeschieden | ausgeschieden | ausgeschieden | ausgeschieden | ausgeschieden |
| Chrystyna Pantschischko | 10 km Freiwasser    | —            | —       | —             | —             | 2:07:35,1 h   | 22            | 22            |
| Männer                  |                     |              |         |               |               |               |               |               |
| Wladyslaw Buchow        | 50 m Freistil       | 21,73 s      | 5       | 21,83 s       | 11            | ausgeschieden | ausgeschieden | 11            |
| Serhij Schewzow         | 100 m Freistil      | 49,55 s      | 35      | ausgeschieden | ausgeschieden | ausgeschieden | ausgeschieden | 35            |
| Mychajlo Romantschuk    | 800 m Freistil      | 7:41,28 min  | 1       | —             | —             | 7:42,33 min   | 3             | Bronze        |
| Serhij Frolow           | 800 m Freistil      | 7:47,67 min  | 4       | —             | —             | 7:45,11 min   | 6             | 6             |
| Mychajlo Romantschuk    | 1500 m Freistil     | 14:45,99 min | 1       | —             | —             | 14:40,66 min  | 2             | Silber        |
| Serhij Frolow           | 1500 m Freistil     | 14:51,83 min | 6       | —             | —             | 15:04,26 min  | 8             | 8             |
| Denys Kessil            | 200 m Schmetterling | 1:56,37 min  | 21      | ausgeschieden | ausgeschieden | ausgeschieden | ausgeschieden | 21            |
| Ihor Trojanowskyj       | 200 m Schmetterling | 1:58,37 min  | 29      | ausgeschieden | ausgeschieden | ausgeschieden | ausgeschieden | 29            |

### Synchronschwimmen
| Athletinnen | Wettbewerb | Qualifikation     | Qualifikation     | Qualifikation  | Qualifikation  | Qualifikation | Qualifikation | Finale         | Finale         | Finale           | Finale           |
| Athletinnen | Wettbewerb | Technische Kür TK | Technische Kür TK | Freie Kür FK-Q | Freie Kür FK-Q | Gesamt        | Gesamt        | Freie Kür FK-F | Freie Kür FK-F | Gesamt TK + FK-F | Gesamt TK + FK-F |
| Athletinnen | Wettbewerb | Punkte            | Rang              | Punkte         | Rang           | Punkte        | Rang          | Punkte         | Rang           | Punkte           | Rang             |
| --- | ---------- | ----------------- | ----------------- | -------------- | -------------- | ------------- | ------------- | -------------- | -------------- | ---------------- | ---------------- |
| Frauen |            |                   |                   |                |                |               |               |                |                |                  |                  |
| Anastassija Sawtschuk Marta Fjedina | Duett      | 94,9333           | 3                 | 93,8620        | 3              | 188,7953      | 3             | 95,6000        | 3              | 189,4620         | Bronze           |
| Marta Fjedina Anastassija Sawtschuk Maryna Aleksijiwa Wladyslawa Aleksijiwa Kateryna Resnik Ksenija Sydorenko Alina Schynkarenko Jelysaweta Jachno | Gruppe     | 94,2685           | 3                 | —              | —              | —             | —             | 96,0333        | 3              | 190,3018         | Bronze           |

### Tennis
| Athleten                              | Wettbewerb | 1. Runde             | 1. Runde          | 2. Runde       | 2. Runde      | Achtelfinale           | Achtelfinale  | Viertelfinale               | Viertelfinale | Halbfinale     | Halbfinale    | Finale / Platz 3 | Finale / Platz 3      |
| Athleten                              | Wettbewerb | Gegner               | Ergebnis          | Gegner         | Ergebnis      | Gegner                 | Ergebnis      | Gegner                      | Ergebnis      | Gegner         | Ergebnis      | Gegner           | Ergebnis              |
| ------------------------------------- | ---------- | -------------------- | ----------------- | -------------- | ------------- | ---------------------- | ------------- | --------------------------- | ------------- | -------------- | ------------- | ---------------- | --------------------- |
| Frauen                                |            |                      |                   |                |               |                        |               |                             |               |                |               |                  |                       |
| Elina Switolina                       | Einzel     | L. Siegemund         | 6:3, 5:7, 6:4     | A. Tomljanović | 4:6, 6:3, 6:4 | M. Sakkari             | 5:7, 6:3, 6:4 | C. Giorgi                   | 6:4, 6:4      | M. Vondroušová | 3:6, 1:6      | J. Rybakina      | 1:6, 7:65, 6:4 Bronze |
| Dajana Jastremska                     | Einzel     | L. A. Fernandez      | 3:6, 6:3, 0:6     | ausgeschieden  | ausgeschieden | ausgeschieden          | ausgeschieden | ausgeschieden               | ausgeschieden | ausgeschieden  | ausgeschieden | ausgeschieden    | ausgeschieden         |
| Elina Switolina Dajana Jastremska     | Doppel     | A. Cornet / F. Ferro | 2:6, 4:6          | —              | —             | ausgeschieden          | ausgeschieden | ausgeschieden               | ausgeschieden | ausgeschieden  | ausgeschieden | ausgeschieden    | ausgeschieden         |
| Ljudmyla Kitschenok Nadija Kitschenok | Doppel     | S. Mirza / A. Raina  | 0:6, 7:60, [10:8] | —              | —             | S. Errani / J. Paolini | 7:64, 6:2     | W. Kudermetowa / J. Wesnina | 2:6, 1:6      | ausgeschieden  | ausgeschieden | ausgeschieden    | ausgeschieden         |

### Tischtennis
| Athleten           | Wettbewerb | 1. Runde  | 1. Runde | 2. Runde      | 2. Runde      | 3. Runde      | 3. Runde      | Achtelfinale  | Achtelfinale  | Viertelfinale | Viertelfinale | Halbfinale    | Halbfinale    | Finale/Platz 3 | Finale/Platz 3 | Rang  |
| Athleten           | Wettbewerb | Gegner    | Erg.     | Gegner        | Erg.          | Gegner        | Erg.          | Gegner        | Erg.          | Gegner        | Erg.          | Gegner        | Erg.          | Gegner         | Erg.           | Rang  |
| ------------------ | ---------- | --------- | -------- | ------------- | ------------- | ------------- | ------------- | ------------- | ------------- | ------------- | ------------- | ------------- | ------------- | -------------- | -------------- | ----- |
| Frauen             |            |           |          |               |               |               |               |               |               |               |               |               |               |                |                |       |
| Marharyta Pessozka | Einzel     | —         | —        | Manika Batra  | 3:4           | ausgeschieden | ausgeschieden | ausgeschieden | ausgeschieden | ausgeschieden | ausgeschieden | ausgeschieden | ausgeschieden | ausgeschieden  | ausgeschieden  | 33–48 |
| Hanna Haponowa     | Einzel     | Liu Jia   | 2:4      | ausgeschieden | ausgeschieden | ausgeschieden | ausgeschieden | ausgeschieden | ausgeschieden | ausgeschieden | ausgeschieden | ausgeschieden | ausgeschieden | ausgeschieden  | ausgeschieden  | 49–64 |
| Männer             |            |           |          |               |               |               |               |               |               |               |               |               |               |                |                |       |
| Kou Lei            | Einzel     | Adam Hmam | 4:0      | Omar Assar    | 3:4           | ausgeschieden | ausgeschieden | ausgeschieden | ausgeschieden | ausgeschieden | ausgeschieden | ausgeschieden | ausgeschieden | ausgeschieden  | ausgeschieden  | 33–48 |

### Turnen

#### Gerätturnen
| Athleten                                                   | Wettbewerb           | Qualifikation | Qualifikation | Finale        | Finale        | Rang |
| Athleten                                                   | Wettbewerb           | Punkte        | Rang          | Punkte        | Rang          | Rang |
| ---------------------------------------------------------- | -------------------- | ------------- | ------------- | ------------- | ------------- | ---- |
| Frauen                                                     |                      |               |               |               |               |      |
| Diana Warinska                                             | Boden                | 12,733        | 43            | ausgeschieden | ausgeschieden | 43   |
| Diana Warinska                                             | Schwebebalken        | 12,566        | 49            | ausgeschieden | ausgeschieden | 49   |
| Diana Warinska                                             | Stufenbarren         | 11,633        | 72            | ausgeschieden | ausgeschieden | 72   |
| Diana Warinska                                             | Mehrkampf Einzel     | 49,565        | 62            | ausgeschieden | ausgeschieden | 62   |
| Männer                                                     |                      |               |               |               |               |      |
| Illja Kowtun                                               | Boden                | 12,866        | 60            | ausgeschieden | ausgeschieden | 60   |
| Petro Pachnjuk                                             | Boden                | 13,566        | 43            | ausgeschieden | ausgeschieden | 43   |
| Jewhen Judenkow                                            | Boden                | 13,900        | 28            | ausgeschieden | ausgeschieden | 28   |
| Illja Kowtun                                               | Pauschenpferd        | 13,666        | 31            | ausgeschieden | ausgeschieden | 31   |
| Petro Pachnjuk                                             | Pauschenpferd        | 12,866        | 53            | ausgeschieden | ausgeschieden | 53   |
| Jewhen Judenkow                                            | Pauschenpferd        | 12,966        | 47            | ausgeschieden | ausgeschieden | 47   |
| Illja Kowtun                                               | Ringe                | 12,833        | 60            | ausgeschieden | ausgeschieden | 60   |
| Petro Pachnjuk                                             | Ringe                | 13,466        | 40            | ausgeschieden | ausgeschieden | 40   |
| Jewhen Judenkow                                            | Ringe                | 13,266        | 51            | ausgeschieden | ausgeschieden | 51   |
| Ihor Radiwilow                                             | Ringe                | 14,466        | 11            | ausgeschieden | ausgeschieden | 11   |
| Ihor Radiwilow                                             | Sprung               | 14,074        | 14            | ausgeschieden | ausgeschieden | 14   |
| Illja Kowtun                                               | Barren               | 14,700        | 28            | ausgeschieden | ausgeschieden | 28   |
| Petro Pachnjuk                                             | Barren               | 15,333        | 8             | 14,533        | 7             | 7    |
| Jewhen Judenkow                                            | Barren               | 14,266        | 38            | ausgeschieden | ausgeschieden | 38   |
| Illja Kowtun                                               | Reck                 | 13,700        | 27            | ausgeschieden | ausgeschieden | 27   |
| Petro Pachnjuk                                             | Reck                 | 13,400        | 31            | ausgeschieden | ausgeschieden | 31   |
| Jewhen Judenkow                                            | Reck                 | 12,533        | 60            | ausgeschieden | ausgeschieden | 60   |
| Illja Kowtun                                               | Mehrkampf Einzel     | 81,581        | 34            | ausgeschieden | ausgeschieden | 34   |
| Petro Pachnjuk                                             | Mehrkampf Einzel     | 82,731        | 24            | ausgeschieden | ausgeschieden | 24   |
| Jewhen Judenkow                                            | Mehrkampf Einzel     | 80,431        | 43            | ausgeschieden | ausgeschieden | 43   |
| Ihor Radiwilow Petro Pachnjuk Jewhen Judenkow Illja Kowtun | Mehrkampf Mannschaft | 247,492       | 8             | 246,394       | 7             | 7    |

#### Rhythmische Sportgymnastik
| Athletinnen                                                                                   | Wettbewerb       | Qualifikation | Qualifikation | Finale | Finale | Rang |
| Athletinnen                                                                                   | Wettbewerb       | Punkte        | Rang          | Punkte | Rang   | Rang |
| --------------------------------------------------------------------------------------------- | ---------------- | ------------- | ------------- | ------ | ------ | ---- |
| Frauen                                                                                        |                  |               |               |        |        |      |
| Wiktorija Onoprijenko                                                                         | Mehrkampf Einzel | 95,450        | 9             | 95,100 | 9      | 9    |
| Chrystyna Pohranytschna                                                                       | Mehrkampf Einzel | 93,100        | 10            | 93,350 | 10     | 10   |
| Mariola Bodnartschuk Daryna Duda Jewa Meleschtschuk Anastassija Wosnjak Marija Wyssotschanska | Mehrkampf Gruppe | 82,700        | 6             | 77,600 | 7      | 7    |

#### Trampolinturnen
| Athleten         | Wettbewerb | Qualifikation | Qualifikation | Finale        | Finale        | Rang |
| Athleten         | Wettbewerb | Punkte        | Rang          | Punkte        | Rang          | Rang |
| ---------------- | ---------- | ------------- | ------------- | ------------- | ------------- | ---- |
| Männer           |            |               |               |               |               |      |
| Mykola Prostorow | Einzel     | 92,570        | 12            | ausgeschieden | ausgeschieden | 12   |

### Wasserspringen
| Athleten                   | Wettbewerb            | Vorkampf | Vorkampf | Halbfinale    | Halbfinale    | Finale        | Finale        | Rang |
| Athleten                   | Wettbewerb            | Punkte   | Rang     | Punkte        | Rang          | Punkte        | Rang          | Rang |
| -------------------------- | --------------------- | -------- | -------- | ------------- | ------------- | ------------- | ------------- | ---- |
| Frauen                     |                       |          |          |               |               |               |               |      |
| Wiktorija Kessar           | Kunstspringen 3 m     | 238,20   | 23       | ausgeschieden | ausgeschieden | ausgeschieden | ausgeschieden | 23   |
| Hanna Pysmenska            | Kunstspringen 3 m     | 232,30   | 24       | ausgeschieden | ausgeschieden | ausgeschieden | ausgeschieden | 24   |
| Sofija Lyskun              | Turmspringen 10 m     | 216,55   | 29       | ausgeschieden | ausgeschieden | ausgeschieden | ausgeschieden | 29   |
| Männer                     |                       |          |          |               |               |               |               |      |
| Oleh Kolodij               | Kunstspringen 3 m     | 351,25   | 22       | ausgeschieden | ausgeschieden | ausgeschieden | ausgeschieden | 22   |
| Oleksij Sereda             | Turmspringen 10 m     | 435,90   | 6        | 416,05        | 7             | 461,70        | 6             | 6    |
| Oleh Serbin Oleksij Sereda | Synchronspringen 10 m | —        | —        | —             | —             | 400,44        | 6             | 6    |